# Gail Marquis
Gail Annette Marquis (18 de noviembre de 1954, Nueva York, Nueva York) es una exjugadora de baloncesto estadounidense. Consiguió 1 medalla de plata con Estados Unidos en los Juegos Olímpicos de Montreal 1976.

## Vida personal
En 2011, se casó con Audrey Smaltz.